# Maurice Daumas
Maurice Daumas (* 19. Dezember 1910 in Béziers; † 18. März 1984 in Paris) war ein französischer Wissenschaftshistoriker. Er war ein Pionier der Technikgeschichte und Industriearchäologie in Frankreich.
Daumas stammte aus einer Lehrerfamilie, ging in Montpellier zur Schule und studierte dort Chemie mit dem Abschluss 1936. Von 1935 bis 1942 arbeitete er als Chemiker im Polizeilabor der Präfektur von Paris. Den Rest der Besatzungszeit arbeitete er am Laboratoire de
Recherches des Ets Doiteau in Corbeil und für  die Stiftung Alexis Carrell und das nationale Statistikinstitut (INED). 1947 bis 1976 war er Konservator am Musée des arts et métiers in Paris, an dem er ab 1969 Professor und Direktor war. 1952 wurde er in Paris bei Gaston Bachelard promoviert. Ab 1960 war er erster Direktor des Centre de Documentation d’Histoire des Techniques der École pratique des hautes études und 1966 wurde er zusätzlich Professor für Technikgeschichte an der Universität Nancy.
Er befasste sich mit Chemie- und Technikgeschichte und speziell Antoine-Laurent Lavoisier, François Arago und der Geschichte wissenschaftlicher Instrumente.
Er war erster Generalsekretär und 1968 Mitgründer des International Committee for the History of Technology (1968) und organisierte deren ersten Kongress in  Pont-à-Mousson 1970. Daumas gründete auch 1976 die Revue Archéologie Industrielle en France.
1953 erhielt er den Prix Pelloit und 1957 den  Prix Freycinet der Academie des Sciences und 1965 die Leonardo da Vinci Medal. 1980 erhielt er den Dexter Award.

## Schriften
- Les matières plastiques, Paris, Presses universitaires de France, coll. Que sais-je ?, 1941
- Lavoisier, Théoricien et Expérimentaleur, Presses universitaires de France, 1941 (Nachdruck 1955)
- Arago, Gallimard, Verlag Belin 1943 (Nachdruck 1987)
- L’Acte Chimique, Essai sur l’Histoire de la Philosophie Chimique, éditions du Sablon, 1945
- Scientific Instruments of the Seventeenth and Eighteenth Centuries and their Makers, 1972, 2003 (französisches Original 1953)
- Herausgeber: Histoire de la Science, Gallimard, Encyclopédie de la Pléiade, 1957
- Herausgeber: Histoire Générale des Techniques, 5 Bände, Presses universitaires de France, 1962 bis 1979
- L'archéologie industrielle en France, Robert Laffont, coll. Les hommes et l'histoire, 1980
- Les Grandes Étapes du Progrès Technique, 1981
- Le cheval de César, ou le mythe des révolutions techniques, Editions des archives contemporaines (EAC), 1985, 1991